# Micropholcommatidae
Die Micropholcommatidae sind eine Familie der Echten Webspinnen (Araneomorphae) und gehören dort zur Überfamilie der Radnetzspinnen (Araneoidea). Die 33 sehr kleinen Arten sind in Tasmanien, Queensland, Neuseeland sowie Neuguinea, Chile und Brasilien beheimatet. Ihre Lebensweise ist bisher wenig erforscht. Ihre Netze ähneln einigen Beobachtungen zufolge denen der Kugelspinnen (Theridiidae), die sogenannte Haubennetze anlegen.

## Merkmale
Vertreter der Micropholcommatidae sind mit einem bis zwei Millimetern Körperlänge sehr kleine, dunkle Spinnen. Sie besitzen sechs oder acht Augen, wobei die beiden vorderen mittleren Augen im Fall von acht Augen sehr klein sind und bei den sechsäugigen Arten fehlen. Die Augen der seitlichen Augenpaare liegen jeweils sehr nah zusammen. Diese Augenpaare sind aber deutlich von den mittleren Augenpaaren getrennt.
Die Ränder der Cheliceren sind beidseitig bezahnt. Die Männchen besitzen zusätzlich Hakenzähne auf dem dorsalen Rand der Chelicereneinkerbung, bei manchen Arten haben dies auch die Weibchen. Auf einem kleinen Hügel ist die aus wenigen Poren bestehende Chelicerendrüse gelegen. Das rechteckige Labium ist mindestens so breit wie lang. Die basalen Segmente der Pedipalpen, die sogenannten Maxillen, liegen eng nebeneinander und besitzen eine Reihe kleinerer Zähne, die Serrula genannt werden. Die Pedipalpen der Weibchen sind kleiner und weisen keine Klaue auf, während sich bei den Männchen drei Klauen finden. Die Kniescheibe (Patella) und der Unterschenkel (Tibia) der Pedipalpen sind stark deformiert. Der Unterschenkel formt dabei eine Platte, die gegen den dorsalen Teil des Tarsus gepresst ist.
Die Genitalien der Männchen sind insbesondere in der Form des Embolus variabel und treten in zwei Formen auf. Bei einigen Arten ist der Embolus kurz und röhrenförmig, bei anderen ist er lang und gerollt. In beiden Fällen existiert ein Anhang des Tegulums, der Teil des Bulbus, der den Samenleiter beherbergt. Micropholcommatidae sind entelegyne Spinnen. Dies bedeutet, dass das äußere weibliche Geschlechtsorgan die Epigyne ist, es also zwei getrennte Samenleiter gibt; einen zu den zwei Spermathecae und einen zum Uterus.
Der Vorderleib ist vom stark überhöhten Cephalothorax nur vage getrennt. Die Fovea fehlt entweder gänzlich oder ist nur sehr schwach ausgeprägt. Das Sternum ist ungefähr so lang wie breit und an der Hinterseite gerundet. Die Metatarsi sind kürzer als die mit drei bezahnten Klauen versehenen Tarsi. Auf den Metatarsi sowie den Tibiae finden sich zudem kleine biegsame haarähnliche Gebilde, welche als Trichobothria bezeichnet werden.
Der Hinterleib (Opisthosoma) ist eiförmig und mit einer sclerotisierten Platte (Scutum) oder einer ledrigen Haut versehen. Auch die Falte des Epigastriums ist oft mit sclerotisierten Platten überdeckt. Die sechs Spinnwarzen liegen eng beieinander. Die piriformen Spinnwarzen sind an der Basis verkürzt. Die flagelliformen Spinnwarzen sind kleiner als die benachbarten aggregaten Spinnwarzen. Micropholcommatidae produzieren klebrige Spinnfäden und zählen somit zu den ecribellaten Spinnen. Der Colullus hingegen ist stark ausgeprägt.
Zur Atmung besitzen die Vertreter der Micropholcommatidae an Stelle der Buchlungen ein System aus schwach ausgebildeten Tracheen. In der Unterfamilie Textricellinae befindet sich dieses nur im vorderen Bereich. In der Unterfamilie Micropholcommatinae existiert eine hintere Öffnung im Bereich der Spinndrüsen sowie eine vordere, die sich an eine größere Kammer anschließt.

## Systematik und Phylogenie
Derzeit wird die Familie der Überfamilie Radnetzspinnen (Araneoidea) zugerechnet. Eine Untersuchung durch Karin Schütt im Jahr 2003 ergab, dass die Micropholcommatidae mit der Familie der Zwergkugelspinnen (Anapidae) synonymisiert werden sollte, da diese sonst paraphyletisch wäre. Dies wurde auch bereits vom World Spider Catalog so übernommen. Die Familie gliedert sich in zwei Unterfamilien, die acht Gattungen mit 33 Arten umfassen.
- Micropholcommatinae
  - Eterosonycha Butler, 1932
  - Micropholcomma Crosby & Bishop, 1927
  - Olgania Hickman, 1979
  - Parapua Forster, 1959
  - Pua Forster, 1959
- Textricellinae
  - Teutoniella Brignoli, 1981
  - Textricella Hickman, 1945
  - Tricellina Forster & Platnick, 1989